# Cajanus
Cajanus  es un género de plantas, miembro de las leguminosas de la familia Fabaceae,  e incluye a Cajanus cajan (gandul),  Cajanus scarabaeoides. Se  distribuye a través de Australasia,  con muchas especies endémicas de Australia. Comprende 65 especies descritas y de estas, solo 32 aceptadas.

## Descripción
Son arbustos perennes, que alcanzan un tamaño de hasta 4 m de alto; tallos acostillados cuando jóvenes, leñosos y teretes con la edad. Hojas pinnadamente 3-folioladas; folíolos laterales oblicuamente elípticos, 3.6–12 cm de largo y 1.3–4.5 cm de ancho, el terminal elíptico, ovado-elíptico a lanceolado (raramente obcordado), 4.5–13 cm de largo y 1.4–5.5 cm de ancho, ápice agudo a acuminado, mucronado, base cuneada, subcoriáceos, punteado-glandulares, estipelas angostamente setáceas, 1–4 mm de largo; pecíolos 1–8 cm de largo, estípulas triangular-lanceoladas, 2–6 mm de largo. Inflorescencias racemosas, axilares, flores numerosas, pedúnculos hasta 8 cm de largo, pedicelos 7–15 mm de largo, brácteas pequeñas o escamiformes, 1–4 mm de largo, caducas; cáliz 5-lobado, campanulado, tubo (3–) 4–5 (–6) mm de largo, lobos triangular-acuminados, 3–5 (–7) mm de largo, los 2 superiores más cortos y mayormente connados o libres casi hasta la base, pubescentes; pétalos comúnmente amarillo pálidos a intensos, frecuentemente con rayas cafés, estandarte obovado-orbicular, 14–22 mm de largo y 14–20 mm de ancho, ligeramente retuso, basalmente unguiculado, alas 15–20 mm de largo y 6–7 mm de ancho, pétalos de la quilla oblicuos, 14–17 mm de largo y 5–7 mm de ancho, algo verdosos; estambres 10, diadelfos, el vexilar libre; ovario 5–8 mm de largo, 2–9-ovulado, densamente pubescente y punteado-glandular, cortamente estipitado, estilo 10–12 mm de largo, distalmente curvado, glabro, estigma capitado, terminal. Legumbres oblongas, 2–8 (–13) cm de largo y 0.4–1 (–1.7) cm de ancho, rectas o falcadas, comprimidas, valvas comúnmente pubescentes, oblicuamente deprimidas entre las semillas, conspicuamente rostradas, pajizas cuando maduras, frecuentemente con rayas moradas; semillas 2–9, 4–9 mm de largo y 3–8 mm de ancho, estrofioladas.

## Ecología
Las especies  Cajanus son alimento de larvas de algunas especies de  Lepidoptera, como Endoclita malabaricus.

## Taxonomía
El género fue descrito por Michel Adanson y publicado en Familles des Plantes 2: 326, 529. 1763. La especie tipo es: Cajanus cajan

## Especies seleccionadas

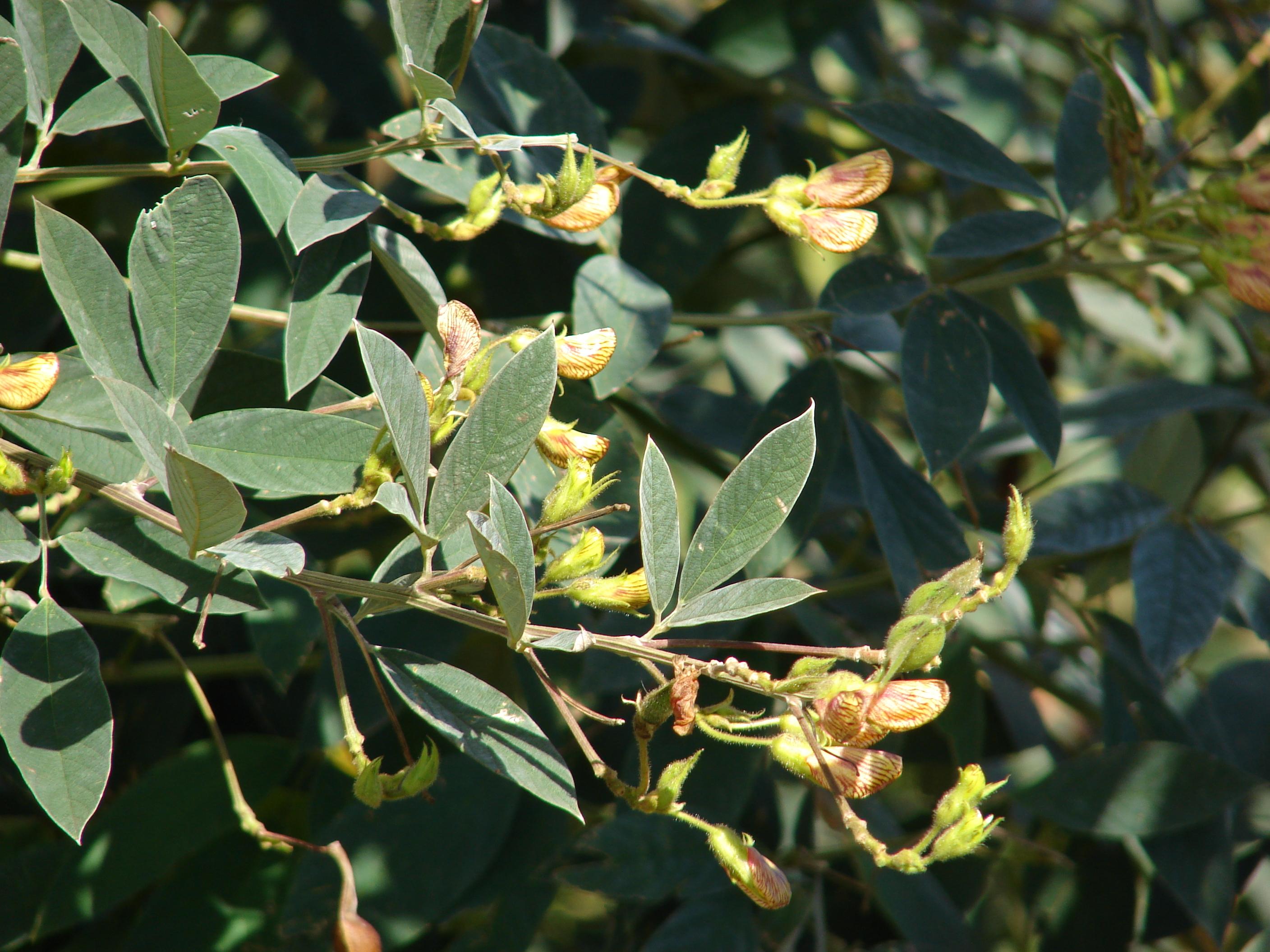
Planta Cajanus cajan

Cajanus acutifolius

Cajanus albicans

Cajanus aromaticus

Cajanus cajan 

Cajanus cinereus

Cajanus confertiflorus

Cajanus crassicaulis

Cajanus kerstingii

Cajanus lanceolatus

Cajanus lanuginosus

Cajanus latisepalus

Cajanus mareebensis

Cajanus marmoratus

Cajanus pubescens

Cajanus reticulatus

Cajanus scarabaeoides

Cajanus viscidus

Ref: ILDIS Version 6.05